# Sarh
Sarh (en àrab ساره, Sārh), l'antic fort colonial francès Fort Archambault, és la capital de la regió de Moyen-Chari i del departament de Bahr Köh, al Txad.

## Geografia
Sarh es troba en el riu Chari, uns 560 km al sud-est de la capital, N'Djamena. Va rebre el seu nom del poble Sara del sud del Txad.
És la tercera ciutat més gran del Txad, després que N'Djamena i Moundou.

## Història
Fort Archambault, l'actual Sarh, va ser fundat per l'Àfrica Equatorial Francesa colonial, per als retornats dels camps de treball associats a la construcció del Ferrocarril Congo-Oceà. En 1967, els francesos hi van construir un complex tèxtil de gran grandària.
Els residents de Sarh van patir una epidèmia de malaltia meningocòccica l'any 1990.

## Economia
Sarh és ara un important centre de transport. Es comunica amb l'exterior per l'aeroport de Sarh (codi IATA: SRH, codi OACI: FTTA).
És un centre per a la indústria del cotó, a causa del seu clima càlid i estacionalment humit. També és un important centre per a la pesca comercial en el riu Chari.
La ciutat és coneguda com el centre de la vida nocturna de la regió. Entre les atraccions de la ciutat, destaca el Museu Nacional Sarh.

## Clima
Sarh té un clima de la sabana (segons la classificació climàtica de Köppen seria Aw).

## Educació
Sarh és la llar a diverses institucions educatives:

### Instituts
Les escoles secundàries són;
- Lycée Ahmed Mangué (públic)
- Lycée-Collège Charles Lwanga (privat, catòlic)
- Lycée-Collège Humanité (Privat, baptista)

### Universitats
- IUSAES—Institut Universitaire des Sciences Agronomiques et de l'Environnement de Sarh — una universitat terciària, establerta l'any 1997.
- Universitat de Sarh — una universitat pública, va establir l'any 2010
- ISMEA—en anglès, Institut de Ciències de la Gestió i de l'Economia Aplicada — fundat per ONGs, va establir l'any 2008.

## Agermananents
Sarh està agermanat amb:
- Cherbourg-Octeville, França (des de 2001)[3]